# Jean-Baptiste Sastre
Pour les articles homonymes, voir Sastre.
Jean-Baptiste Sastre est un metteur en scène français de théâtre, ancien élève du Conservatoire national supérieur d'art dramatique de Paris.

## Théâtre

### Comédien
- 1993 : La Pluie d’été de Marguerite Duras, mise en scène Éric Vigner
- L'Orestie d’Eschyle, mise en scène Serge Tranvouez
- 1999 : Se trouver de Luigi Pirandello, mise en scène Jean-Claude Amyl, Espace Pierre Cardin
- 2005 : La Surprise de l'amour de Marivaux, mise en scène Jean-Baptiste Sastre, Théâtre national de Chaillot, tournée 2006 : Grand Théâtre de la Ville de Luxembourg, Maison de la Culture d’Arlon

### Metteur en scène
- 1995 : Histoire vécue du roi Totaud, textes d’Antonin Artaud avec Éric Caravaca, Théâtre de la Bastille
- 1997 : Haute Surveillance de Jean Genet, Théâtre de la Bastille, le Maillon-Théâtre de Strasbourg
- 1998 : Les Eaux et Forêts de Marguerite Duras, Festival Intercity/Théâtre de Florence
- 2000 : L'Affaire de la rue de Lourcine d’Eugène Labiche, Le Quartz de Brest, Théâtre Nanterre-Amandiers, Chambéry-Scène Nationale, Niort-Scène nationale, Comédie de Reims
- 2001 : Tamerlan le Grand de Christopher Marlowe, Théâtre national de Chaillot, 2002 : CDN de Normandie, la Filature - Mulhouse
- 2004 : Les Paravents de Jean Genet, Théâtre national de Chaillot, Théâtre Dijon Bourgogne
- 2005 : La Surprise de l'amour de Marivaux, Théâtre national de Chaillot, tournée 2006 : Grand Théâtre de la Ville de Luxembourg, Maison de la Culture d’Arlon
- 2007 : Léonce et Léna de Georg Büchner, Théâtre national de Chaillot
- 2007 : Un chapeau de paille d'Italie d’Eugène Labiche et Marc-Michel, Théâtre national de Chaillot, tournée 2008 : Comédie de Reims, Théâtre national de Toulouse Midi-Pyrénées
- 2008 : La Ballade du vieux marin de Samuel Taylor Coleridge, Théâtre national de Chaillot
- 2010 : La Tragédie du Roi Richard II de William Shakespeare, Festival d'Avignon
- 2013 : Phèdre les oiseaux de Frédéric Boyer, CDDB-Théâtre de lorient (CDN),Le Lieu Unique, scène nationale de Nantes
- 2018 : La France contre les robots de Georges Bernanos, Festival d'Avignon

## Cinéma

### Acteur
- 1989 : Gisèle Kérozène de Jan Kounen, court métrage